# 面容ID
是蘋果公司设计和发布的一个臉部辨識系統，在iPhone X中首次運用。此功能于2017年9月12日首次公布，旨在取代Touch ID而非新增一种安全机制。它允许使用者解锁苹果裝置，在各个苹果数字媒体商店（iTunes商店、应用商店以及iBooks商店）中购买，以及作为Apple Pay或應用程式内支付的身份验证方式。
苹果公司称，非本人解锁手机的概率是百万分之一。苹果公司也表示，面容识别資訊本機存储于Apple A11 Bionic及次代芯片的安全区域，不会在云端存储。
因應2019冠狀病毒病疫情，iPhone 12及後續機種，只要作業系統更新到iOS 15.4或更新版本，允許使用者戴著口罩解鎖Face ID，使用者也可自行設定是否開啟此功能。

## 支援裝置
可使用Face ID的裝置有：

### iPhone
- iPhone（X、Xʀ、Xs/Xs Max、11、11 Pro/11 Pro Max、12/12 mini、12 Pro/12 Pro Max、13/13 mini、13 Pro/13 Pro Max、14/14 Plus、14 Pro/14 Pro Max、15/15 Plus、15 Pro/15 Pro Max、16/16 Plus、16 Pro/16 Pro Max 、16e）

### iPad
- iPad Pro（第三、四代、五代、六代、七代）

## 原理
面容ID会先用泛光感应组件照亮用户的脸部获取2D红外照片，然后再用红外摄像头识别，接下来再用点阵投影器向物体的表面投出三万多个特定编码的红外点，再通过反射回到红外摄像头接收器，利用红外照片和反射回去的红外点间的偏移，就可以物体获得脸部表面的景深信息，从而构建一个3D精确模型，然后就会将红外图像和3D精准模型发送到处理器中，并转换成一道数学表达式，比对之前已注册的面部数据后，就会得出结果。
其中的“注视解锁”的功能是通过红外摄像头捕捉眼球的画面并识别瞳孔特征来实现的，技术提供方是：SensoMotoric Instruments、提供结构光技术的PrimeSense公司和提供面部捕捉技术的FaceShift公司。

## 特征

### 泛光照明器
使用不可见的红外线，帮助识别臉部，光线昏暗下依然可用，能使红外摄像机判定眼睛是否直视螢幕，以确保只有使用者才可以解除锁定，并利用人工智能来学习记住长相的持续变化。

### 点阵投影器
将3万个肉眼不可见的定位点射到面部，构建唯一的面容立体特征，此外发射器上每个光点的排列組合也是独一无二的。

### 红外摄像机
红外摄像机用于拍摄平面红外图像之外，同时读取立体点阵图形。把上面兩者做神经网路分析的資訊数据化后，数据将发送到A11 Bionic芯片中的安全区域来确认匹配性。

## 争论
面容ID可能慢于Touch ID，以及容易被警方破解，或者有可能被雙胞胎骗过。13歲以下的兒童出现錯誤配對的機率不同，因为他們的獨特面部特徵可能尚未完全發育；苹果公司面向开发者的开发审核指南也要求，13岁以下的使用者使用面部ID功能时需同时提供额外的授权验证方式。11月14日，有人上傳影片《10歲兒子的面容 解開母親的iPhone X》。雖然母親事前告訴兒子不要看，但兒子不理會她並成功解開了，也因此部分臉部支付服務，若為兒童設計的程式的可能無法使用。越南公司Bkav聲稱於11月9日成功以面具破解，面具的成本大約150美元。被問到能否製造新面具，Bkav拒絕並解釋：測試影片的面具需要大約9小時製造。Bkav的出發點為概念驗證，他們並認為安全性仍然極高。